# 横浜ヘリポート

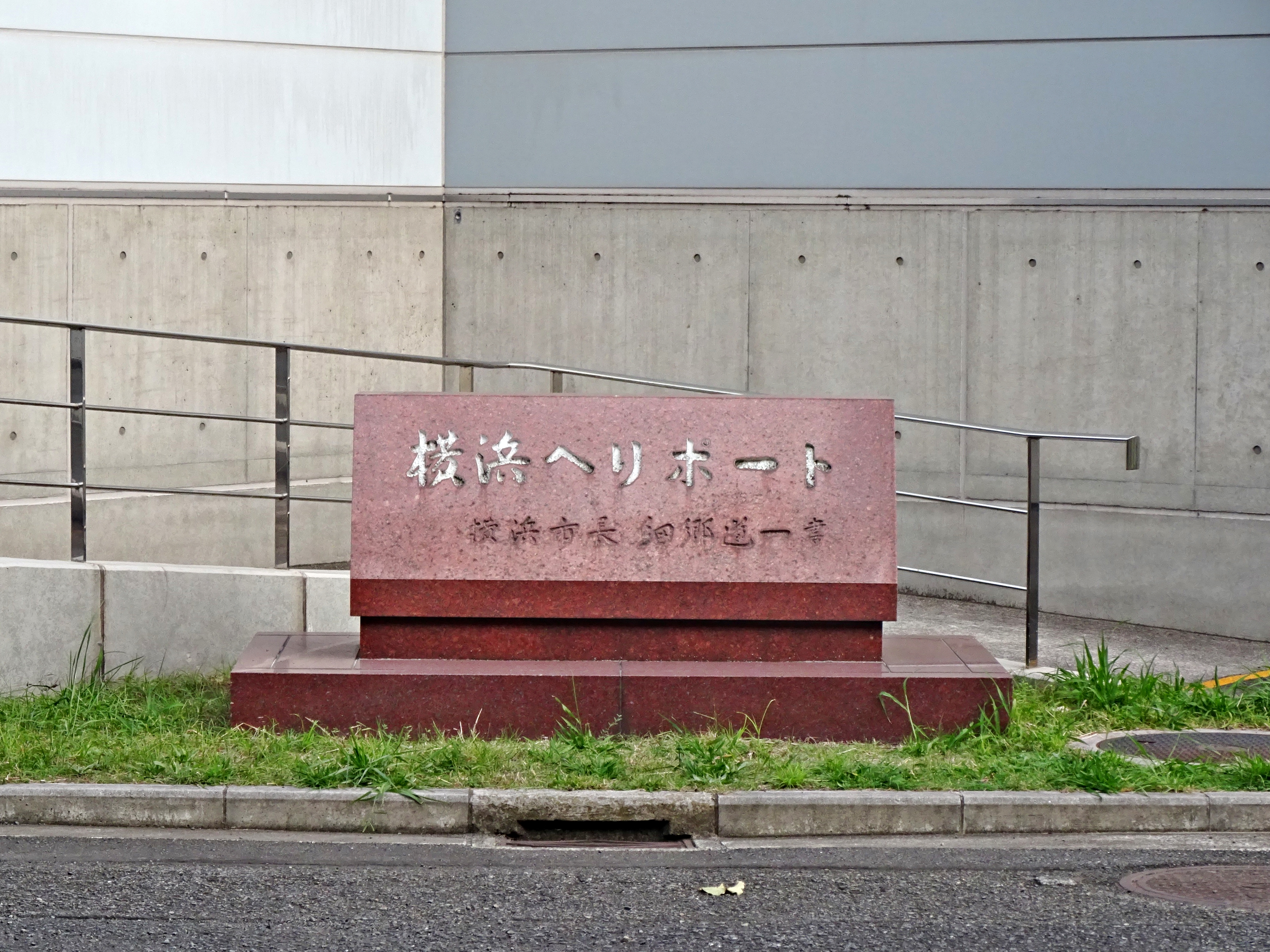
横浜へリポートのモニュメント

横浜へリポート（英：Yokohama Heliport）は神奈川県横浜市金沢区福浦にある非公共用ヘリポート。横浜市消防局の部を指す場合もあり、当へリポートは消火、救助、救急などの消防活動を中心とした業務を行っている。
また、全国各地で発生する大規模災害に対して広域応援活動を行っている。

## 沿革
- 1979年（昭和54年）
  - 5月1日 - 横浜市消防局警防部警備課に航空隊発足準備担当が設置される[2]
  - 12月1日 - 横浜ヘリポート設置場所を確保
- 1980年（昭和55年）4月1日 - 横浜市消防局が東京へリポートを借用してヘリコプターの運用開始[2][3]
- 1982年（昭和57年）
  - 3月 - 神奈川県警察航空隊が横浜ヘリポートに移転[4]
  - 3月13日 - 横浜ヘリポート竣工
  - 4月1日 - 横浜市消防局の機構改革により「横浜へリポート」が部として発足
- 1997年（平成9年）10月3日 - ヘリポート地震対策整備事業（エプロン内液状化防止工事）完了
- 2015年（平成27年）12月18日 - 新格納庫竣工
- 2019年（令和元年）9月 - 台風15号の影響でヘリポートが浸水し、はまちどり2号が運航不能になった[5]

## 施設
- 着陸帯 長さ 48ｍ×幅 36ｍ
- 滑走路 長さ 42ｍ×幅 30ｍ
- 誘導路 長さ 25ｍ×幅 9ｍ
- エプロン 長さ 160ｍ×幅 45.5ｍ
- 滑走路強度 9トン

## 横浜市消防局航空消防隊
消防ヘリコプターによる消火、救助、情報収集、救急患者の搬送等を任務とする。横浜ヘリポートに拠点を置いており、航空機の運航や航空消防活動を行う航空科と航空機や救助資器材の整備を行う整備科からなる。また、神奈川県下消防相互応援協定に基づき神奈川県内で発生した災害に出場することもある。

### 機体
|                       | 機種    | 登録番号     | 運行期間                                     |
| --------------------- | ------- | ------------ | -------------------------------------------- |
| 初代はまちどり1号機   | SA365C  | ＪＡ９５４４ | 1980年（昭和55年）4月〜1995年（平成7年）3月  |
| 初代はまちどり2号機   | AS365N  | ＪＡ９５８５ | 1983年（昭和58年）4月〜1998年（平成10年）3月 |
| 二代目はまちどり1号機 | AS365N2 | ＪＡ６７４０ | 1995年（平成7年）4月〜2013年（平成25年）6月  |
| 二代目はまちどり2号機 | AS365N2 | ＪＡ９８ＹＨ | 1998年（平成10年）4月〜2015年（平成27年）5月 |
| はまちどり１号機      | AW139   | ＪＡ１３１Ｙ | 2013年（平成25年）7月〜現在                  |
| はまちどり２号機      | AW139   | ＪＡ１５２Ｙ | 2015年（平成27年）6月〜現在                  |

### 活動実績
- 1982年（昭和57年）2月9日 - 日航機羽田沖墜落事故に出場
- 1995年（平成7年）1月17日～2月4日 - 阪神・淡路大震災に出場
- 2004年（平成16年）10月18日～30日 - 新潟県中越地震に出場
- 2008年（平成20年）6月14日～17日 - 岩手県宮城内陸地震に出場
- 2011年（平成23年）
  - 3月11日～31日 - 東日本大震災に出場[6]
  - 7月30日～8月1日 - 新潟・福島豪雨に出場[7]
- 2013年（平成25年）10月16日～31日 - 台風26号に伴う土砂災害のため東京都大島町に出場
- 2016年（平成28年）
  - 4月14日 - 熊本県熊本地方を震源とする地震に出場
  - 8月31日 - 台風10号に伴う水害のため岩手県久慈市に出場[8]
- 2017年（平成29年）
  - 5月6日 - 福島県双葉郡山林火災に出場
  - 12月18日 - 山梨県上野原市林野火災に出場
- 2018年（平成30年）
  - 1月4日 - 東京都西多摩郡林野火災に出場
  - 7月8日 - 平成30年７月豪雨に伴う被害のため愛媛県に出場[9]
  - 9月6日～9日 - 北海道胆振東部地震に出場[10][11]
- 2019年（平成31年・令和元年）
  - 3月29日 - 山梨県甲斐市林野火災に出場
  - 5月29日 - 東京都西多摩郡林野火災に出場
- 2021年（令和3年）2月24日〜3月1日 - 栃木県足利市林野火災に出場[12][13]
- 2024年（令和6年）12月28日 - 山梨県上野原市西原山林火災に出場